# Łazy (obwód iwanofrankiwski)
Łazy (ukr. Лази) – wieś na Ukrainie w rejonie rożniatowskim obwodu iwanofrankiwskiego; nad Łomnicą.